# Coupe des clubs champions européens de handball 1973-1974
Navigation
Coupe des clubs champions 1972-1973 Coupe des clubs champions 1974-1975
La saison 1973-1974 de la Coupe des clubs champions européens de handball met aux prises 24 équipes européennes. Il s’agit de la 14e édition de la compétition organisée par l'IHF.
Le vainqueur est le club ouest-allemand du VfL Gummersbach qui remporte le sacre européen pour la quatrième fois aux dépens du MAI Moscou, le tenant du titre.

## Participants
| Deuxième tour | Deuxième tour | Deuxième tour | Deuxième tour | Deuxième tour | Deuxième tour | Deuxième tour | Deuxième tour | Deuxième tour | Deuxième tour | Deuxième tour | Deuxième tour | Deuxième tour | Deuxième tour | Deuxième tour | Deuxième tour | Deuxième tour | Deuxième tour | Deuxième tour | Deuxième tour | Deuxième tour | Deuxième tour | Deuxième tour | Deuxième tour | Deuxième tour | Deuxième tour | Deuxième tour | Deuxième tour | Deuxième tour | Deuxième tour |
| --- | --- | --- | --- | --- | --- | --- | --- | --- | --- | --- | --- | --- | --- | --- | --- | --- | --- | --- | --- | --- | --- | --- | --- | --- | --- | --- | --- | --- | --- |
| - MAI Moscou : Tenant du titre - SC Empor Rostock : Champion d'Allemagne de l'Est - UHK Krems : Champion d'Autriche - Helsinki IFK : Champion de Finlande | - MAI Moscou : Tenant du titre - SC Empor Rostock : Champion d'Allemagne de l'Est - UHK Krems : Champion d'Autriche - Helsinki IFK : Champion de Finlande | - MAI Moscou : Tenant du titre - SC Empor Rostock : Champion d'Allemagne de l'Est - UHK Krems : Champion d'Autriche - Helsinki IFK : Champion de Finlande | - MAI Moscou : Tenant du titre - SC Empor Rostock : Champion d'Allemagne de l'Est - UHK Krems : Champion d'Autriche - Helsinki IFK : Champion de Finlande | - MAI Moscou : Tenant du titre - SC Empor Rostock : Champion d'Allemagne de l'Est - UHK Krems : Champion d'Autriche - Helsinki IFK : Champion de Finlande | - MAI Moscou : Tenant du titre - SC Empor Rostock : Champion d'Allemagne de l'Est - UHK Krems : Champion d'Autriche - Helsinki IFK : Champion de Finlande | - MAI Moscou : Tenant du titre - SC Empor Rostock : Champion d'Allemagne de l'Est - UHK Krems : Champion d'Autriche - Helsinki IFK : Champion de Finlande | - MAI Moscou : Tenant du titre - SC Empor Rostock : Champion d'Allemagne de l'Est - UHK Krems : Champion d'Autriche - Helsinki IFK : Champion de Finlande | - MAI Moscou : Tenant du titre - SC Empor Rostock : Champion d'Allemagne de l'Est - UHK Krems : Champion d'Autriche - Helsinki IFK : Champion de Finlande | - MAI Moscou : Tenant du titre - SC Empor Rostock : Champion d'Allemagne de l'Est - UHK Krems : Champion d'Autriche - Helsinki IFK : Champion de Finlande | - MAI Moscou : Tenant du titre - SC Empor Rostock : Champion d'Allemagne de l'Est - UHK Krems : Champion d'Autriche - Helsinki IFK : Champion de Finlande | - MAI Moscou : Tenant du titre - SC Empor Rostock : Champion d'Allemagne de l'Est - UHK Krems : Champion d'Autriche - Helsinki IFK : Champion de Finlande | - MAI Moscou : Tenant du titre - SC Empor Rostock : Champion d'Allemagne de l'Est - UHK Krems : Champion d'Autriche - Helsinki IFK : Champion de Finlande | - MAI Moscou : Tenant du titre - SC Empor Rostock : Champion d'Allemagne de l'Est - UHK Krems : Champion d'Autriche - Helsinki IFK : Champion de Finlande | - MAI Moscou : Tenant du titre - SC Empor Rostock : Champion d'Allemagne de l'Est - UHK Krems : Champion d'Autriche - Helsinki IFK : Champion de Finlande | - Budapest Honvéd : Champion de Hongrie - SAAB Linköping : Champion de Suède - TSV St. Otmar Saint-Gall : Champion de Suisse - CSKA Moscou : Championnat d'Union soviétique | - Budapest Honvéd : Champion de Hongrie - SAAB Linköping : Champion de Suède - TSV St. Otmar Saint-Gall : Champion de Suisse - CSKA Moscou : Championnat d'Union soviétique | - Budapest Honvéd : Champion de Hongrie - SAAB Linköping : Champion de Suède - TSV St. Otmar Saint-Gall : Champion de Suisse - CSKA Moscou : Championnat d'Union soviétique | - Budapest Honvéd : Champion de Hongrie - SAAB Linköping : Champion de Suède - TSV St. Otmar Saint-Gall : Champion de Suisse - CSKA Moscou : Championnat d'Union soviétique | - Budapest Honvéd : Champion de Hongrie - SAAB Linköping : Champion de Suède - TSV St. Otmar Saint-Gall : Champion de Suisse - CSKA Moscou : Championnat d'Union soviétique | - Budapest Honvéd : Champion de Hongrie - SAAB Linköping : Champion de Suède - TSV St. Otmar Saint-Gall : Champion de Suisse - CSKA Moscou : Championnat d'Union soviétique | - Budapest Honvéd : Champion de Hongrie - SAAB Linköping : Champion de Suède - TSV St. Otmar Saint-Gall : Champion de Suisse - CSKA Moscou : Championnat d'Union soviétique | - Budapest Honvéd : Champion de Hongrie - SAAB Linköping : Champion de Suède - TSV St. Otmar Saint-Gall : Champion de Suisse - CSKA Moscou : Championnat d'Union soviétique | - Budapest Honvéd : Champion de Hongrie - SAAB Linköping : Champion de Suède - TSV St. Otmar Saint-Gall : Champion de Suisse - CSKA Moscou : Championnat d'Union soviétique | - Budapest Honvéd : Champion de Hongrie - SAAB Linköping : Champion de Suède - TSV St. Otmar Saint-Gall : Champion de Suisse - CSKA Moscou : Championnat d'Union soviétique | - Budapest Honvéd : Champion de Hongrie - SAAB Linköping : Champion de Suède - TSV St. Otmar Saint-Gall : Champion de Suisse - CSKA Moscou : Championnat d'Union soviétique | - Budapest Honvéd : Champion de Hongrie - SAAB Linköping : Champion de Suède - TSV St. Otmar Saint-Gall : Champion de Suisse - CSKA Moscou : Championnat d'Union soviétique | - Budapest Honvéd : Champion de Hongrie - SAAB Linköping : Champion de Suède - TSV St. Otmar Saint-Gall : Champion de Suisse - CSKA Moscou : Championnat d'Union soviétique | - Budapest Honvéd : Champion de Hongrie - SAAB Linköping : Champion de Suède - TSV St. Otmar Saint-Gall : Champion de Suisse - CSKA Moscou : Championnat d'Union soviétique | - Budapest Honvéd : Champion de Hongrie - SAAB Linköping : Champion de Suède - TSV St. Otmar Saint-Gall : Champion de Suisse - CSKA Moscou : Championnat d'Union soviétique |
| Premier tour | | | | | | | | | | | | | | | | | | | | | | | | | | | | | |
| - VfL Gummersbach : Champion d'Allemagne de l'ouest - SK Avanti Lebbeke : Champion de Belgique 1973 - Lokomotiv Sofia : Champion de Bulgarie - IF Stadion Brøndby : Champion du Danemark - FC Barcelone : Champion d'Espagne - Kyndil Tórshavn : Championnat des Îles Féroé - CSL Dijon : Champion de France 1973 - Valur Reykjavik : Champion d'Islande | - VfL Gummersbach : Champion d'Allemagne de l'ouest - SK Avanti Lebbeke : Champion de Belgique 1973 - Lokomotiv Sofia : Champion de Bulgarie - IF Stadion Brøndby : Champion du Danemark - FC Barcelone : Champion d'Espagne - Kyndil Tórshavn : Championnat des Îles Féroé - CSL Dijon : Champion de France 1973 - Valur Reykjavik : Champion d'Islande | - VfL Gummersbach : Champion d'Allemagne de l'ouest - SK Avanti Lebbeke : Champion de Belgique 1973 - Lokomotiv Sofia : Champion de Bulgarie - IF Stadion Brøndby : Champion du Danemark - FC Barcelone : Champion d'Espagne - Kyndil Tórshavn : Championnat des Îles Féroé - CSL Dijon : Champion de France 1973 - Valur Reykjavik : Champion d'Islande | - VfL Gummersbach : Champion d'Allemagne de l'ouest - SK Avanti Lebbeke : Champion de Belgique 1973 - Lokomotiv Sofia : Champion de Bulgarie - IF Stadion Brøndby : Champion du Danemark - FC Barcelone : Champion d'Espagne - Kyndil Tórshavn : Championnat des Îles Féroé - CSL Dijon : Champion de France 1973 - Valur Reykjavik : Champion d'Islande | - VfL Gummersbach : Champion d'Allemagne de l'ouest - SK Avanti Lebbeke : Champion de Belgique 1973 - Lokomotiv Sofia : Champion de Bulgarie - IF Stadion Brøndby : Champion du Danemark - FC Barcelone : Champion d'Espagne - Kyndil Tórshavn : Championnat des Îles Féroé - CSL Dijon : Champion de France 1973 - Valur Reykjavik : Champion d'Islande | - VfL Gummersbach : Champion d'Allemagne de l'ouest - SK Avanti Lebbeke : Champion de Belgique 1973 - Lokomotiv Sofia : Champion de Bulgarie - IF Stadion Brøndby : Champion du Danemark - FC Barcelone : Champion d'Espagne - Kyndil Tórshavn : Championnat des Îles Féroé - CSL Dijon : Champion de France 1973 - Valur Reykjavik : Champion d'Islande | - VfL Gummersbach : Champion d'Allemagne de l'ouest - SK Avanti Lebbeke : Champion de Belgique 1973 - Lokomotiv Sofia : Champion de Bulgarie - IF Stadion Brøndby : Champion du Danemark - FC Barcelone : Champion d'Espagne - Kyndil Tórshavn : Championnat des Îles Féroé - CSL Dijon : Champion de France 1973 - Valur Reykjavik : Champion d'Islande | - VfL Gummersbach : Champion d'Allemagne de l'ouest - SK Avanti Lebbeke : Champion de Belgique 1973 - Lokomotiv Sofia : Champion de Bulgarie - IF Stadion Brøndby : Champion du Danemark - FC Barcelone : Champion d'Espagne - Kyndil Tórshavn : Championnat des Îles Féroé - CSL Dijon : Champion de France 1973 - Valur Reykjavik : Champion d'Islande | - VfL Gummersbach : Champion d'Allemagne de l'ouest - SK Avanti Lebbeke : Champion de Belgique 1973 - Lokomotiv Sofia : Champion de Bulgarie - IF Stadion Brøndby : Champion du Danemark - FC Barcelone : Champion d'Espagne - Kyndil Tórshavn : Championnat des Îles Féroé - CSL Dijon : Champion de France 1973 - Valur Reykjavik : Champion d'Islande | - VfL Gummersbach : Champion d'Allemagne de l'ouest - SK Avanti Lebbeke : Champion de Belgique 1973 - Lokomotiv Sofia : Champion de Bulgarie - IF Stadion Brøndby : Champion du Danemark - FC Barcelone : Champion d'Espagne - Kyndil Tórshavn : Championnat des Îles Féroé - CSL Dijon : Champion de France 1973 - Valur Reykjavik : Champion d'Islande | - VfL Gummersbach : Champion d'Allemagne de l'ouest - SK Avanti Lebbeke : Champion de Belgique 1973 - Lokomotiv Sofia : Champion de Bulgarie - IF Stadion Brøndby : Champion du Danemark - FC Barcelone : Champion d'Espagne - Kyndil Tórshavn : Championnat des Îles Féroé - CSL Dijon : Champion de France 1973 - Valur Reykjavik : Champion d'Islande | - VfL Gummersbach : Champion d'Allemagne de l'ouest - SK Avanti Lebbeke : Champion de Belgique 1973 - Lokomotiv Sofia : Champion de Bulgarie - IF Stadion Brøndby : Champion du Danemark - FC Barcelone : Champion d'Espagne - Kyndil Tórshavn : Championnat des Îles Féroé - CSL Dijon : Champion de France 1973 - Valur Reykjavik : Champion d'Islande | - VfL Gummersbach : Champion d'Allemagne de l'ouest - SK Avanti Lebbeke : Champion de Belgique 1973 - Lokomotiv Sofia : Champion de Bulgarie - IF Stadion Brøndby : Champion du Danemark - FC Barcelone : Champion d'Espagne - Kyndil Tórshavn : Championnat des Îles Féroé - CSL Dijon : Champion de France 1973 - Valur Reykjavik : Champion d'Islande | - VfL Gummersbach : Champion d'Allemagne de l'ouest - SK Avanti Lebbeke : Champion de Belgique 1973 - Lokomotiv Sofia : Champion de Bulgarie - IF Stadion Brøndby : Champion du Danemark - FC Barcelone : Champion d'Espagne - Kyndil Tórshavn : Championnat des Îles Féroé - CSL Dijon : Champion de France 1973 - Valur Reykjavik : Champion d'Islande | - VfL Gummersbach : Champion d'Allemagne de l'ouest - SK Avanti Lebbeke : Champion de Belgique 1973 - Lokomotiv Sofia : Champion de Bulgarie - IF Stadion Brøndby : Champion du Danemark - FC Barcelone : Champion d'Espagne - Kyndil Tórshavn : Championnat des Îles Féroé - CSL Dijon : Champion de France 1973 - Valur Reykjavik : Champion d'Islande | - Hapoël Herzelia : Champion d'Israël - HB Dudelange : Champion du Luxembourg - Oppsal IF : Champion de Norvège - HV Sittardia : Champion des Pays-Bas - WKS Śląsk Wrocław : Champion de Pologne - Sporting Portugal : Champion du Portugal - Étoile rouge de Bratislava : Champion de Tchécoslovaquie - RK Borac Banja Luka : Champion de Yougoslavie | - Hapoël Herzelia : Champion d'Israël - HB Dudelange : Champion du Luxembourg - Oppsal IF : Champion de Norvège - HV Sittardia : Champion des Pays-Bas - WKS Śląsk Wrocław : Champion de Pologne - Sporting Portugal : Champion du Portugal - Étoile rouge de Bratislava : Champion de Tchécoslovaquie - RK Borac Banja Luka : Champion de Yougoslavie | - Hapoël Herzelia : Champion d'Israël - HB Dudelange : Champion du Luxembourg - Oppsal IF : Champion de Norvège - HV Sittardia : Champion des Pays-Bas - WKS Śląsk Wrocław : Champion de Pologne - Sporting Portugal : Champion du Portugal - Étoile rouge de Bratislava : Champion de Tchécoslovaquie - RK Borac Banja Luka : Champion de Yougoslavie | - Hapoël Herzelia : Champion d'Israël - HB Dudelange : Champion du Luxembourg - Oppsal IF : Champion de Norvège - HV Sittardia : Champion des Pays-Bas - WKS Śląsk Wrocław : Champion de Pologne - Sporting Portugal : Champion du Portugal - Étoile rouge de Bratislava : Champion de Tchécoslovaquie - RK Borac Banja Luka : Champion de Yougoslavie | - Hapoël Herzelia : Champion d'Israël - HB Dudelange : Champion du Luxembourg - Oppsal IF : Champion de Norvège - HV Sittardia : Champion des Pays-Bas - WKS Śląsk Wrocław : Champion de Pologne - Sporting Portugal : Champion du Portugal - Étoile rouge de Bratislava : Champion de Tchécoslovaquie - RK Borac Banja Luka : Champion de Yougoslavie | - Hapoël Herzelia : Champion d'Israël - HB Dudelange : Champion du Luxembourg - Oppsal IF : Champion de Norvège - HV Sittardia : Champion des Pays-Bas - WKS Śląsk Wrocław : Champion de Pologne - Sporting Portugal : Champion du Portugal - Étoile rouge de Bratislava : Champion de Tchécoslovaquie - RK Borac Banja Luka : Champion de Yougoslavie | - Hapoël Herzelia : Champion d'Israël - HB Dudelange : Champion du Luxembourg - Oppsal IF : Champion de Norvège - HV Sittardia : Champion des Pays-Bas - WKS Śląsk Wrocław : Champion de Pologne - Sporting Portugal : Champion du Portugal - Étoile rouge de Bratislava : Champion de Tchécoslovaquie - RK Borac Banja Luka : Champion de Yougoslavie | - Hapoël Herzelia : Champion d'Israël - HB Dudelange : Champion du Luxembourg - Oppsal IF : Champion de Norvège - HV Sittardia : Champion des Pays-Bas - WKS Śląsk Wrocław : Champion de Pologne - Sporting Portugal : Champion du Portugal - Étoile rouge de Bratislava : Champion de Tchécoslovaquie - RK Borac Banja Luka : Champion de Yougoslavie | - Hapoël Herzelia : Champion d'Israël - HB Dudelange : Champion du Luxembourg - Oppsal IF : Champion de Norvège - HV Sittardia : Champion des Pays-Bas - WKS Śląsk Wrocław : Champion de Pologne - Sporting Portugal : Champion du Portugal - Étoile rouge de Bratislava : Champion de Tchécoslovaquie - RK Borac Banja Luka : Champion de Yougoslavie | - Hapoël Herzelia : Champion d'Israël - HB Dudelange : Champion du Luxembourg - Oppsal IF : Champion de Norvège - HV Sittardia : Champion des Pays-Bas - WKS Śląsk Wrocław : Champion de Pologne - Sporting Portugal : Champion du Portugal - Étoile rouge de Bratislava : Champion de Tchécoslovaquie - RK Borac Banja Luka : Champion de Yougoslavie | - Hapoël Herzelia : Champion d'Israël - HB Dudelange : Champion du Luxembourg - Oppsal IF : Champion de Norvège - HV Sittardia : Champion des Pays-Bas - WKS Śląsk Wrocław : Champion de Pologne - Sporting Portugal : Champion du Portugal - Étoile rouge de Bratislava : Champion de Tchécoslovaquie - RK Borac Banja Luka : Champion de Yougoslavie | - Hapoël Herzelia : Champion d'Israël - HB Dudelange : Champion du Luxembourg - Oppsal IF : Champion de Norvège - HV Sittardia : Champion des Pays-Bas - WKS Śląsk Wrocław : Champion de Pologne - Sporting Portugal : Champion du Portugal - Étoile rouge de Bratislava : Champion de Tchécoslovaquie - RK Borac Banja Luka : Champion de Yougoslavie | - Hapoël Herzelia : Champion d'Israël - HB Dudelange : Champion du Luxembourg - Oppsal IF : Champion de Norvège - HV Sittardia : Champion des Pays-Bas - WKS Śląsk Wrocław : Champion de Pologne - Sporting Portugal : Champion du Portugal - Étoile rouge de Bratislava : Champion de Tchécoslovaquie - RK Borac Banja Luka : Champion de Yougoslavie | - Hapoël Herzelia : Champion d'Israël - HB Dudelange : Champion du Luxembourg - Oppsal IF : Champion de Norvège - HV Sittardia : Champion des Pays-Bas - WKS Śląsk Wrocław : Champion de Pologne - Sporting Portugal : Champion du Portugal - Étoile rouge de Bratislava : Champion de Tchécoslovaquie - RK Borac Banja Luka : Champion de Yougoslavie | - Hapoël Herzelia : Champion d'Israël - HB Dudelange : Champion du Luxembourg - Oppsal IF : Champion de Norvège - HV Sittardia : Champion des Pays-Bas - WKS Śląsk Wrocław : Champion de Pologne - Sporting Portugal : Champion du Portugal - Étoile rouge de Bratislava : Champion de Tchécoslovaquie - RK Borac Banja Luka : Champion de Yougoslavie |

## Tour préliminaire

### Premier tour
| Équipe              | Aller   | Total   | Retour  | Équipe                     |
| ------------------- | ------- | ------- | ------- | -------------------------- |
| Valur Reykjavik     | 10 – 11 | 18 – 27 | 8 – 16  | VfL Gummersbach            |
| FC Barcelone        | 32 – 16 | 61 – 39 | 29 – 23 | Hapoël Herzelia            |
| HV Sittardia        | 18 – 16 | 29 – 35 | 11 – 19 | Étoile rouge de Bratislava |
| SK Avanti Lebbeke   | 16 – 16 | 25 – 32 | 9 – 16  | Sporting Portugal          |
| RK Borac Banja Luka | 20 – 10 | 36 – 29 | 16 – 19 | IF Stadion Brøndby         |
| HB Dudelange        | 18 – 17 | 29 – 32 | 11 – 15 | CSL Dijon                  |
| Oppsal IF           | 18 – 14 | 39 – 26 | 21 – 12 | Kyndil Tórshavn            |
| WKS Śląsk Wrocław   | 23 – 15 | 32 – 33 | 9 – 18  | Lokomotiv Sofia            |

### Deuxième tour
| Équipe              | Aller   | Total   | Retour  | Équipe                     |
| ------------------- | ------- | ------- | ------- | -------------------------- |
| FC Barcelone        | 22 – 30 | 37 – 50 | 15 – 20 | VfL Gummersbach            |
| SC Empor Rostock    | 18 – 16 | 33 – 35 | 15 – 19 | CSKA Moscou                |
| Sporting Portugal   | 14 – 31 | 29 – 48 | 15 – 17 | Étoile rouge de Bratislava |
| RK Borac Banja Luka | 26 – 16 | 49 – 42 | 23 – 26 | SAAB Linköping             |
| UHK Krems           | 18 – 17 | 30 – 41 | 12 – 24 | CSL Dijon                  |
| Oppsal IF           | 18 – 10 | 30 – 24 | 12 – 14 | TSV St. Otmar Saint-Gall   |
| Helsinki IFK        | 17 – 23 | 38 – 55 | 21 – 32 | Budapest Honvéd FC         |
| MAI Moscou          | 28 – 21 | 48 – 42 | 20 – 21 | Lokomotiv Sofia            |

## Phase finale
| \| Dijon MAI Moscou CSKA Moscou Bratislava Budapest Gummersbach Oslo Banja Luka \| Localisation des équipes en phase finale. |
| Dijon MAI Moscou CSKA Moscou Bratislava Budapest Gummersbach Oslo Banja Luka                                                 |

|  | Quarts de finale           | Quarts de finale           | Quarts de finale | Quarts de finale |                            |                            | Demi-finales | Demi-finales | Demi-finales | Demi-finales |  |  | Finale                   | Finale | Finale | Finale |
|  |                            |                            |                  |                  |                            |                            |              |              |              |              |  |  |                          |        |        |        |
|  |                            |                            |                  |                  |                            |                            |              |              |              |              |  |  | 21 avril 1974 - Dortmund |        |        |        |
|  |                            |                            |                  |                  |                            |                            |              |              |              |              |  |  |                          |        |        |        |
|  | Étoile rouge de Bratislava | Étoile rouge de Bratislava | 20               | 17               |                            |                            |              |              |              |              |  |  |                          |        |        |        |
|  | Étoile rouge de Bratislava | Étoile rouge de Bratislava | 20               | 17               |                            |                            |              |              |              |              |  |  |                          |        |        |        |
|  | RK Borac Banja Luka        | RK Borac Banja Luka        | 16               | 15               |                            |                            |              |              |              |              |  |  |                          |        |        |        |
|  | RK Borac Banja Luka        | RK Borac Banja Luka        | 16               | 15               | Étoile rouge de Bratislava | Étoile rouge de Bratislava | 15           | 10           |              |              |  |  |                          |        |        |        |
|  |                            |                            |                  |                  | Étoile rouge de Bratislava | Étoile rouge de Bratislava | 15           | 10           |              |              |  |  |                          |        |        |        |
|  |                            |                            | VfL Gummersbach  | VfL Gummersbach  | 16                         | 15                         |              |              |              |              |  |  |                          |        |        |        |
|  | VfL Gummersbach            | VfL Gummersbach            | VfL Gummersbach  | VfL Gummersbach  | 16                         | 15                         | 22           | 18           |              |              |  |  |                          |        |        |        |
|  | VfL Gummersbach            | VfL Gummersbach            |                  |                  |                            |                            |              | 18           |              |              |  |  |                          |        |        |        |
|  | CSKA Moscou                | CSKA Moscou                | 14               | 19               |                            |                            |              |              |              |              |  |  |                          |        |        |        |
|  | CSKA Moscou                | CSKA Moscou                | 14               | 19               | VfL Gummersbach            | VfL Gummersbach            | 19           | 19           |              |              |  |  |                          |        |        |        |
|  |                            |                            |                  |                  | VfL Gummersbach            | VfL Gummersbach            | 19           | 19           |              |              |  |  |                          |        |        |        |
|  |                            |                            | MAI Moscou       | MAI Moscou       | 17                         | 17                         |              |              |              |              |  |  |                          |        |        |        |
|  | Oppsal IF                  | Oppsal IF                  | MAI Moscou       | MAI Moscou       | 17                         | 17                         | 19           | 16           |              |              |  |  |                          |        |        |        |
|  | Oppsal IF                  | Oppsal IF                  |                  |                  |                            |                            |              |              |              |              |  |  |                          |        |        |        |
|  | CSL Dijon                  | CSL Dijon                  | 15               | 14               |                            |                            |              |              |              |              |  |  |                          |        |        |        |
|  | CSL Dijon                  | CSL Dijon                  | 15               | 14               | Oppsal IF                  | Oppsal IF                  | 13           | 13           |              |              |  |  |                          |        |        |        |
|  |                            |                            |                  |                  | Oppsal IF                  | Oppsal IF                  | 13           | 13           |              |              |  |  |                          |        |        |        |
|  |                            |                            | MAI Moscou       | MAI Moscou       | 10                         | 22                         |              |              |              |              |  |  |                          |        |        |        |
|  | Budapest Honvéd FC         | Budapest Honvéd FC         | MAI Moscou       | MAI Moscou       | 10                         | 22                         | 13           | 13           |              |              |  |  |                          |        |        |        |
|  | Budapest Honvéd FC         | Budapest Honvéd FC         |                  |                  |                            |                            |              | 13           |              |              |  |  |                          |        |        |        |
|  | MAI Moscou                 | MAI Moscou                 | 10               | 22               |                            |                            |              |              |              |              |  |  |                          |        |        |        |
|  | MAI Moscou                 | MAI Moscou                 | 10               | 22               |                            |                            |              |              |              |              |  |  |                          |        |        |        |
|  |                            |                            |                  |                  |                            |                            |              |              |              |              |  |  |                          |        |        |        |

### Quarts de finale
| Équipe                     | Aller   | Total   | Retour  | Équipe              |
| -------------------------- | ------- | ------- | ------- | ------------------- |
| Étoile rouge de Bratislava | 20 – 16 | 37 – 31 | 17 – 15 | RK Borac Banja Luka |
| VfL Gummersbach            | 22 – 14 | 40 – 33 | 18 – 19 | CSKA Moscou         |
| Oppsal IF                  | 19 – 15 | 35 – 29 | 16 – 14 | CSL Dijon           |
| Budapest Honvéd FC         | 13 – 10 | 26 – 32 | 13 – 22 | MAI Moscou          |

### Demi-finales
| Équipe                     | Aller   | Total   | Retour  | Équipe          |
| -------------------------- | ------- | ------- | ------- | --------------- |
| Étoile rouge de Bratislava | 15 – 16 | 25 – 31 | 10 – 15 | VfL Gummersbach |
| Oppsal IF                  | 13 – 10 | 26 – 32 | 13 – 22 | MAI Moscou      |

### Finale
Devant un public gagné à sa cause dans la Westfalenhalle de Dortmund en Allemagne de l'Ouest, le VfL Gummersbach a battu, le dimanche 21 avril 1974, le MAI Moscou qui avait remporté cette épreuve la saison précédente.
Gummersbach a triomphé par 19 à 17 mais le match a été marqué par de sérieux incidents dus à l'arbitrage assez particulier de MM. Siebert et Singer (Allemagne de l'Est). Ceux-ci ont laissé le champ pratiquement libre aux joueurs de Gummersbach pénalisant au contraire sans arrêt et très lourdement les Soviétiques au point que ceux-ci quittèrent le terrain en cours de match et ne reprirent la partie qu'à la demande de leurs dirigeants. Au coup de sifflet final, le gardien de but allemand Kater, éprouvé par la tension qui avait régné sur le terrain, eut une véritable crise de nerfs. Quant aux joueurs de Moscou, s'estimant avec raison lésés, ils quittèrent immédiatement le terrain de jeu sans assister à la remise de la coupe.
| 21 avril 1974 | VfL Gummersbach   | 19 – 17 (ap) | MAI Moscou            | Westfalenhalle, Dortmund, RFA Arbitrage : Siebert et Singer |
| 21 avril 1974 | Hansi Schmidt (9) | (9-8, 16-16) | Vladimir Maksimov (9) | Westfalenhalle, Dortmund, RFA Arbitrage : Siebert et Singer |
| 21 avril 1974 | Prol. : 3-1       |              |                       | Westfalenhalle, Dortmund, RFA Arbitrage : Siebert et Singer |
| 21 avril 1974 |                   | FFHB         | ×>1                   | Westfalenhalle, Dortmund, RFA Arbitrage : Siebert et Singer |

La feuille de match est :
- VfL Gummersbach
  - Gardiens de but : Klaus Kater
  - Joueurs de champs : Hansi Schmidt  (9 buts dont 3 pen.), Joachim Deckarm (4), Klaus Westebbe (4), Heiner Brand (1), Helmut Kosmehl (1), Achim Henseler (0), ...
  - Entraîneur : Heiner Frohwein
- MAI Moscou
  - Gardiens de but : Valentin Sitchev
  - Joueurs de champs : Vladimir Maksimov (9 dont 2 pen.), Vassili Iline (4 dont 2 pen.), Victor Makhorine (en) (2), Vladimir Kravtsov (en) (1), Youri Klimov (en) (1), Alexandre Panov (en) (0, ), Albert Oganetsov (en) (0), ...
  - Entraîneur : Anatoli Evtouchenko
- Arbitres : MM. Hans Joachim Siebert et Heinz Singer (Allemagne de l'Est)

## Le champion d'Europe
| Champion d'Europe - Coupe des clubs champions 1973-1974 VfL Gummersbach 4e titre |